# Xabier Kintana
Xabier Kintana (Bilbao, Biscaia, 1946 -) és un escriptor en èuscar, secretari d'Euskaltzaindia i membre d'honor de l'Academia de l'Aragonés.

## Obres

### Narrativa
- Behin batean (1972, Lur)
- Nazioarteko ipuinak (1980, Hordago)
- Orreagako burruka (1980, Elkar)

### Novel·la
- Ta Marbuta. Jerusalemen gertatua (1984, Elkar)

### Assaig
- Linguistika orain arte (1971, Lur)
- Euskara hobean hobe (1984, EHU): Pello Salabururekin batera
- Judu Herriaren ibilbide luzea (1994, Gaiak): Jurgi Kintarekin elkarlanean

### Literatura per a joves
- Gure piztitxoaren artean (1974, Indauchu editorial)
- Oier Beltzuntzeko (1976, Cinsa)
- Martin Txilibitu, ehiztari beltza (1976, Cinsa)
- Kixmi eta euskal jentilak (1980, Elkar)
- Lamia eta artzaina (1980, Elkar)
- Marigorringoa eta Harra (1980, Elkar)
- Martin txiki eta Jentilak I (Garia lapurtzen) (1980, Elkar)
- Martin txiki eta Jentilak II (Zerraren asmaketa) (1980, Elkar)
- Tartalo eta artzaina (1980, Elkar)
- Euskarazko zubia 1.a (1987, Santillana): Sagrario Lunarekin elkarlanean

### Biografia
- Imanol Berriatua (1914-1981) (1994, Eusko Jaurlaritza)
- Gabriel Aresti (1933-1975) (1998, Eusko Jaurlaritza)
- Federiko Krutwig Sagredo (1921-1998) (1999, Eusko Jaurlaritza)
- Justo Mari Mokoroa (2000, Eusko Jaurlaritza)

### Diccionari
- Batasunaren kutxa (1970, Lur): Gabriel Arestirekin batera burututako lana